# Ganbare Goemon 2 (videojuego para NES)
Ganbare Goemon 2 (がんばれゴエモン2?) es un videojuego para Famicom publicado por Konami en Japón en 1989. Es una secuela de Ganbare Goemon! Karakuri Dōchū. Fue reeditado en Japón, para la i-Revo en 2006, desupes, para la Consola Virtual de Wii, el 24 de enero de 2012, luego, para la de 3DS, el 8 de enero de 2014, y para la de Wii U en 11 de marzo de 2015.